# Egied Wouters
Victor Maria Clement Gustaaf Egied Wouters (Balen, 30 juni 1911 – Mol, 25 december 1986) was een Belgisch notaris en politicus voor de CVP.

## Levensloop
Egied Wouters was de zoon van notaris en voormalig burgemeester van Balen Gustaaf Wouters. Hij doorliep zijn humaniora aan het Sint-Aloysiusinstituut te Geel en studeerde vervolgens notariële wetenschappen aan de Katholieke Universiteit Leuven, alwaar hij afstudeerde als licentiaat in 1934. In 1937 werd hij notaris.
Bij de eerste gemeenteraadsverkiezingen na de Tweede Wereldoorlog werd hij verkozen tot gemeenteraadslid en onmiddellijk benoemd als burgemeester. Een jaar later trad hij ook toe tot de Antwerpse provincieraad als opvolger van partijgenoot Frans Bastiaens, die ontslag nam. In de provincieraad was hij voornamelijk actief op het vlak van patrimonium, financiën, openbare werken, energie en provinciedomeinen. Daarnaast was hij voorzitter van de Antwerpse provincieraad van 4 september 1969 tot 17 april 1977. In 1976 werd zijn partij in Balen naar de oppositie verwezen na de verkiezingsnederlaag ten gevolge van de gecontesteerde gemeentefusie van Balen en Olmen. Hij verliet de provincieraad op 17 april 1977 en de gemeenteraad op 9 augustus 1977.
Daarnaast was onder meer voorzitter van de Kamer van Notarissen in het arrondissement Turnhout. 
Zijn kleinzoon (en naamgenoot) Egied Wouters is ook politiek actief. Hij was eveneens gemeenteraadslid te Balen voor de CVP / CD&V, een mandaat dat hij opnam sinds de lokale verkiezingen van 2000.

## Eretekens
- Ridder in de Kroonorde (25 juni 1953)
- Ridder in de Leopoldorde (8 april 1963)
- Officier in de Leopoldorde (8 april 1973)